# Ніл Кеннеді-Кохран-Патрік
Ніл Кеннеді-Кохран-Патрік (англ. Neil Kennedy-Cochran-Patrick, 5 травня 1926 — 14 жовтня 1994) — британський яхтсмен.
Срібний призер Олімпійських Ігор 1956 року в класі 5,5 метра, учасник 1952 року.